# Gonzalo I de Sobrarbe y Ribagorza
Gonzalo I de Ribagorza (c. 1020-Foradada del Toscar, Ribagorza, 26 de junio de 1045 fue un infante de Pamplona, y conde de Ribagorza y de Sobrarbe (1035-1045), aunque probablemente nunca llegó a ejercer dominio sobre estos territorios.
Hijo legítimo y el menor del rey Sancho III de Pamplona y su esposa la reina Muniadona de Castilla,, Gonzalo figura por primera vez en la documentación medieval en 1024, siendo todavía niño. Su padre, Sancho III, repartió sus estados entre sus hijos no antes de 1034: el primogénito legítimo, García, recibió el reino de Pamplona y una parte del territorio del condado de Castilla; Fernando, que ya era conde de Castilla desde 1029, recibió un mermado condado de Castilla; y, como reyes subordinados a García, Ramiro recibió el condado de Aragón, mientras que a Gonzalo le dejó los «honores» de Loarre y Samitier, así como los condados de Ribagorza y de Sobrarbe, aunque no parece que llegase a gobernarlos.
Según la Crónica de San Juan de la Peña, el 26 de junio de 1045, cuando acababa de entrar en la mayoría de edad, Gonzalo fue alevosamente asesinado en un puente, por un vasallo gascón llamado Ramonet, quien le propició un lanzazo en la espalda. Sus restos fueron colocados junto a los de Íñigo Arista en el Real Monasterio de San Victorián. Actualmente, en el límite de Sobrarbe y Ribagorza, se alza en su honor una escultura de 18 metros de altura que representa unas lanzas.
A pesar de que existen muchas teorías sobre la muerte y vida de Gonzalo, poco o nada se sabe sobre su vida. Una de estas teorías refiere que Gonzalo nunca vivió en su codiciado Sobrarbe-Ribagorza, ya que era muy débil de salud, y que solo vivió de manera opaca en la Corte de Nájera, donde fallecería de forma natural. Sus restos serían trasladados al Real Monasterio de San Victorián, como un símbolo de la efímera unión de los dos condados.
Por no haber tenido aparentemente descendencia, por petición de los nobles sus territorios pasaron a su medio hermano Ramiro de Aragón, unificando así definitivamente todos estos territorios.
| Predecesor: Sancho III Garcés Rey de Pamplona | Conde de Sobrarbe y Ribagorza 1035-1045 | Sucesor: Ramiro I de Aragón Anexión al Reino de Aragón |